# Liopholis multiscutata
Liopholis multiscutata là một loài thằn lằn trong họ Scincidae. Loài này được Mitchell & Behrndt mô tả khoa học đầu tiên năm 1949.